# 루페 벨레스
루페 벨레스(Lupe Vélez, 1908년 7월 18일 ~ 1944년 12월 14일)는 멕시코, 미국의 배우, 코미디언, 가수, 댄서이다.

## 출연 작품
- 헐리우드 파티 (1934)
- 핫 페퍼 (1933)
- 콩고 (1932)